# Broadways melodi 1938
Broadways melodi 1938 (engelska: Broadway Melody of 1938) är en amerikansk musikalfilm från 1937 i regi av Roy Del Ruth. I rollerna ses flera stjärnor, däribland Robert Taylor, Eleanor Powell, Buddy Ebsen och Judy Garland (i en mindre roll).
Detta var den tredje av MGM:s Broadwayfilmer, föregången av Broadways melodi (1929) och Broadways melodi 1936 (1935). Filmen följdes upp av Broadways melodi 1941 (1940).

## Rollista
| Robert Taylor      | – Stephan 'Steve' Raleigh   |
| Eleanor Powell     | – Sally Lee                 |
| George Murphy      | – Sonny Ledford             |
| Binnie Barnes      | – Caroline Whipple          |
| Buddy Ebsen        | – Peter Trot                |
| Sophie Tucker      | – Alice Clayton             |
| Judy Garland       | – Betty Clayton             |
| Charles Igor Gorin | – Nicki Papaloopas, Barber  |
| Raymond Walburn    | – Herman J. Whipple         |
| Robert Benchley    | – Duffy, Raleigh's P.R. Man |